# パイ投げ

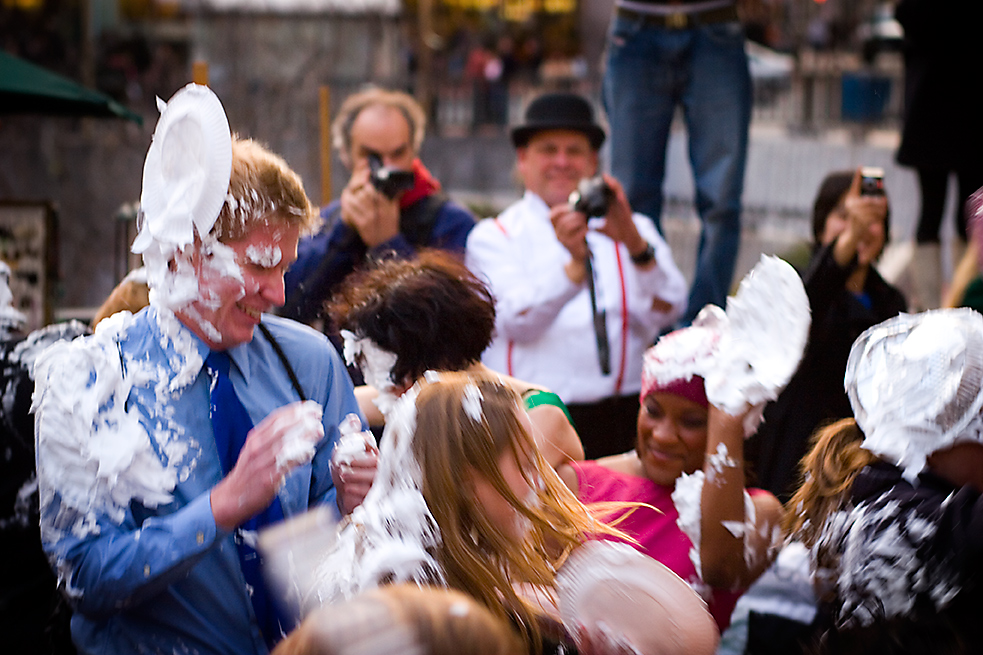
サンフランシスコでのパイ投げ合戦

パイ投げ（パイなげ）は、人間の顔面などに向かってパイ（通常はクリームパイ）を投げつけること。またはその遊び。

## 概要

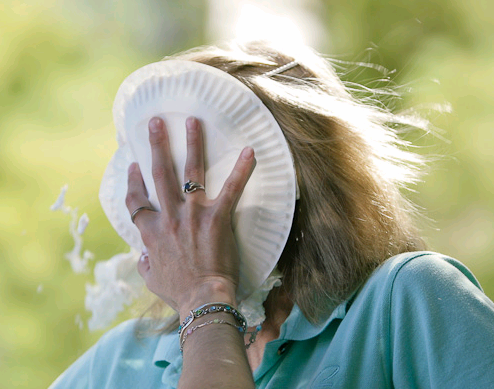
顔に叩きつけられたパイ

パイ皿など紙皿にホイップクリームを大量に盛ったものを投げつけることが多い。近距離であれば顔に向かって叩きつけるのが一般的である。『トムとジェリー』などのスラップスティック・コメディのドタバタでしばしば行われるが、政治家や有名人に対する抗議、あるいは単なる悪戯や遊び目的で行われることもある。
スラップスティック・コメディにおいてパイ投げ大会は、突発的におこるものである。不意をつかれパイを投げつけられると、その人物の顔に白いクリームがたっぷり附着して、それまでのすました顔がとたんに喜劇的なものとなる。たいていは、その姿を見て笑っているものが、次の標的になる。スラップスティック・コメディでは、投げつけられた人間もいずこかからパイを取り出し投げ返すので、途端にパイ投げ合戦に発展し、混迷を極める事態に陥る。争いが始まって、投げあう人の中には、パイを両手に持って走り回りながら投擲する対象を追いかけるものもでてくる。
そうしたコメディ作品内のみにとどまらず、実際にこれを楽しむ愛好家もいる。この場合、しっかりした準備の下パイ投げをとり行う必要がある。
たとえば、パイ投げ用ではない普通のホールケーキを投げつけると、ケーキのズレ防止の金具が顔面に刺さり危険である。

## 使用する道具
パイ投げにおいて、使用される物はあまり多くない。

### パイ
パイ投げで用いられるパイは、食用のクリームパイとは少々異なり、パイ皿に白いクリームが大量に盛られたものを指す。

### パイ皿
直径は15 - 30cm程度。形状は四角形や三角形や星型などのものはあまりなく、円形が主流。
安価に済ませたり安全性の面から紙皿を利用することが少なくない。金属製のパイ皿は重く、人にぶつけると大変危険であり、陶器製のパイ皿も硬い上に割れるため、やはり危険。場合によってはクレープの皮のようなものにクリームを盛る事もある。ケーキのスポンジにクリームを盛る事もあるが、こちらはややコストが掛かるため、豪勢な遊びと言える。

### クリーム
ホイップクリーム
パーティー等の余興ではホイップクリームを使う場合が多い。もちろん、腹が空いた時は手に持ったパイを食べても構わないが、競技の趣旨から言えば、顔面に投擲されたパイのクリームを舐め取ったほうがより滑稽で、適していると思われる。
シェービングクリーム
ホイップクリームは準備や後片付けに手間がかかるため、テレビ番組等の企画や学園祭の余興等においてはシェービングクリームで代用することが多い。安価で手間も少なく、顔面への付着もよいが、目に入ると刺激が強いため、ぶつけられる側はこの点を心得ておく必要がある。

## 方法
通常、クリームパイを相手に投げつけるか、近距離から叩きつける。通常顔を狙うが、テレビ番組においては股間等を狙う事例も見られた。遠方から投げつける場合、パイの位置関係について注意を払う必要がある。フリスビーのように地面と水平に投げると、パイ皿の端が相手にぶつかり危険。そのため、接触面積の大きいパイの上面が相手にぶつかるよううまく狙いをつけて投げなければならない。
また、罰ゲームや誕生祝いその他にて、大きなパイあるいはケーキに顔面を押し込む方法もある。

### 衣服
パイ投げに参加した人間は、顔面のみならず、クリームが附着して服がひどく汚れてしまうので、事後のクリーニングは必須。従って、パイ投げに臨む人間は、一張羅ではなく汚れても構わない服装をしておくべき。またパイ投げは屋外でやるほうが後始末が楽だが、屋内で行う場合は、汚れに弱い調度品は適切なカバー等が必要。他にも、飛来物で破壊される危険性のある物品は、予め室内から出しておく事が奨められる。
だが、スラップスティック性という面では、正装であるほど・澄ました格好をしているほどに喜劇性が向上する。このため洗濯しやすい（汚れの落ちやすい）化学繊維製の燕尾服やドレスといった、普通の正装では見られない専用の着衣もあるもようで、バブル景気の日本ではイベント向けにパイクリームやパイ皿とセットで乱痴気騒ぎ用にレンタルする業者がいたとする話も聞かれる。
相互に投げ合って楽しむ場合には、あらかじめ汚れても構わない配慮が徹底しやすいが、特定個人を揶揄・批判したりする場合に、事前の打ち合わせ無しにこれらパイを投擲した場合には、標的である人物の着ている衣服を場合によっては弁償させられる場合がある。少なくとも着ている服のクリーニング代を強いられる覚悟は持たなければならない。
一方で、あらかじめクリーニング代金を封筒に入れて用意してから、パイを投擲する場合がある。これらでは事前ないし事後にこの封筒を手渡す事で、ジョークであるので許して欲しいという意図が伝えやすい。だが、抗議の意図を込めて・ないし愉快犯として投擲する場合は、クリーニング代金を考慮せずにぶつける人もいる。例：1998年2月、被害者ビル・ゲイツ、2000年8月、被害者ジャン・クレティエン。その他のパイ投げの標的となった有名人については、パイを投げつけられた人物リストを参照のこと。

## 映画における起源・発展
1909年の『Mr. Flip』で、ベン・ターピンは映画史上最初の「パイ投げ」でパイを顔面に受けている（外部リンク参照）。
その後1914年に、サイレント映画監督マック・セネットが『キーストン・コップス』シリーズの映画でパイを投げさせた。チャールズ・チャップリン（『他人の外套』（1914年）、『チャップリンの寄席見物』（1915年）、『チャップリンの番頭』（1916年）、『チャップリンの舞台裏』（1916年）、『独裁者』（1940年））やロスコー・アーバックル（『A Noise from the Deep』（1913年）、『デブ君の結婚』（His Wedding Night）（1917年））もパイ投げを用いた。カスタードパイについてのギネス世界記録は、『A Noise from the Deep』においてメーベル・ノーマンドがアーバックルに投げつけたのを最初としている。
パイ投げはエスカレートし、1927年のローレル&ハーディによる映画『世紀の闘い』（The Battle of the Century）では、3,000個のパイが投げられたと伝えられる。
映画がトーキーへ移行してからも、喜劇映画においてパイ投げはさかんに行われた。1935年の『Keystone Hotel』では、前述のベン・ターピンをはじめかつてキーストン・スタジオの映画に出演していたフォード・スターリング、チェスター・コンクリン、ハンク・マンなどが盛大なパイ投げを繰り広げた。またここでは電話を介してパイが遠方の人間にもぶつけられてさらに多くの人々を巻き込むという奇抜な趣向も見られる。
バスター・キートンは『Hollywood Cavalcade』（1939年）でパイ投げを披露し、『前妻は見ていた』（『His Ex Marks the Spot』（1940年））で自身が顔面にパイをぶつけられた。パイ投げは三ばか大将（『In the Sweet Pie and Pie』（1941年））らのスラップスティック・コメディの定番ネタであった。
後年の『ビーチ・パーティ/やめないで、もっと!』（1963 年）、『グレートレース』（1965年）、『Smashing Time』（1967 年）、『ブレージングサドル』（1974 年）、『ダウンタウン物語』（1976年） にもパイ投げが登場した。 
『博士の異常な愛情 または私は如何にして心配するのを止めて水爆を愛するようになったか』（1964年）は、当初の計画ではパイ投げで終わる予定だった。このシーンは撮影されたものの、スタンリー・キューブリック監督によって過度に茶番的であると判断され削除された。 残存するパイ投げの静止画がオンライン上に公開された。

## 日本におけるパイ投げ

### テレビ・実写映像
1970年代 - 1980年代にはテレビの娯楽番組（日本テレビ系『元祖どっきりカメラ』やフジテレビ系『ドリフ大爆笑』、TBS系『8時だョ!全員集合』など）で折に触れてスラップスティックコメディの一環として披露し、視聴者の笑いを誘っていたがPTA、保護者、良識人、識者からは食べ物を粗末に扱う行為であると指弾されるなど槍玉に挙げられ、専ら非難の対象となった。欧米諸国では、競技や遊びの一つとして認識されていること、パイ投げに用いられているのはシェービングクリームである事などは敢えて報道される事はなかった。これは、同じく食品を食用以外の行為に用いるビールかけやシャンパンファイトに対する態度とは対照をなす。
テレビ番組では、女優やアイドルにパイをぶつけるという行為は控えられてきたが、フジテレビ系のバラエティ番組『志村けんのだいじょうぶだぁ』では多くの女優やアイドルにパイがぶつけられたことがあった。（松本典子、渡辺美奈代、いしのようこ、伊藤かずえ、大場久美子、高樹澪、原幹恵など。）
2000年代になるとパイ投げに興味を持つ人が増え、パイ投げを専門に撮影、発表する映像メーカー「パイ投げ倶楽部」が誕生する。テレビ東京系『ハロー!モーニング。』で松浦亜弥のコンサートなどのスタッフが誰かが誕生日を迎えたときにパイ投げをする恒例行事があると話した。2005年ごろからは、テレビ朝日系『クイズプレゼンバラエティー Qさま!!』や関西テレビ・フジテレビ系『SMAP×SMAP』でのゲーム企画及び罰ゲーム、フジテレビ系『志村けんのバカ殿様』のコント、フジテレビ系『アイドリング!!!』のあっち向いてパイなど、娯楽番組でのパイ投げが徐々に復興し始めた。
2024年の配信ドラマ『【推しの子】』で、パイ投げが演じられた。

### 漫画
萩尾望都のデビュー作『ルルとミミ』（1969年）でケーキを使った同趣向のぶつけ合いが描かれた。
金田陽介の『寄宿学校のジュリエット』（2015年）ではヒロインの誕生パーティーでパイ投げ祭りが行われた（アニメ版でも第11話で描写）。『幼女社長』では新入社員の歓迎会でパイ投げが行われた（アニメ版でも二期第1話で描写）。

### アニメ
タイムボカンシリーズの『ヤットデタマン』（1981年）のOP終盤でジュリー・コケマツが一言言った後、コケマツ本人がパイを投げられていた。萩尾望都の『11人いる!』の劇場アニメ版（1986年）では原作には無い料理の投げ合いのシーンの中でスラップスティック・コメディさながらにパイを相手の顔にぶつけるシーンが繰り返し描かれた。また、アニメ本編ではないが『おそ松さん』（2015年）の2021年の主人公の六つ子バースデーグッズにパイ投げをしている六つ子のイラストが描かれた。

### その他
バブル期にはぶつけられ役になる人間を結婚披露宴の二次会やその他のパーティー会場に派遣するサービスも見受けられた。一般では、ぶつけられ役になるのはほとんど男性で、女性にパイをぶつけるのはほとんどなかった。
一般人によるものとしては、結婚披露宴の余興や学園祭の模擬店等のイベント事、あるいは誕生日祝い、罰ゲーム等でパイ投げが行われている。各種SNSの流行に伴い若年層に広く浸透している。

## 事件
- 2022年5月ルーヴル美術館で、展示されている『モナ・リザ』にクリームケーキが投げつけられる事件が起こった。絵は防弾ガラスで覆われていたため汚損を免れた[36]。